# Return from the Shadows
Return from the Shadows je druhé studiové album slovenské powermetalové hudební skupiny Within Silence. Vydáno bylo 27. října 2017 pod švédským vydavatelstvím Ulterium Records. Na smíchání a masteringu alba se podílel Roland Grapow, bývalý kytarista skupiny Helloween, a jeho přebal nakreslil finský umělec Jan Yrlund.

## Seznam skladeb
Všechny skladby napsal(i) Within Silence. 
| Pořadí         | Název                       | Délka |
| -------------- | --------------------------- | ----- |
| 1.             | We Are the Ones             | 4:02  |
| 2.             | Heroes Must Return          | 5:06  |
| 3.             | Children of Light           | 5:18  |
| 4.             | Calling from the Other Side | 3:20  |
| 5.             | In the Darkness             | 16:46 |
| 6.             | The Final Victory           | 6:44  |
| 7.             | You & I                     | 3:51  |
| 8.             | Master                      | 4:21  |
| 9.             | Return from the Shadows     | 9:49  |
| Celková délka: | Celková délka:              | 59:17 |

## Obsazení
- Martin Klein – zpěv
- Richard Germanus – kytara
- Martin Čičo – kytara
- Viktor Vega – basová kytara
- Peter Gacik – bicí

Technická podpora
- Roland Grapow – mixing, mastering
- Jan Yrlund – přebal alba